# La hora española
La hora española (título original en francés, L'Heure espagnole) es una ópera en un acto descrita como una comédie musicale, con música de Maurice Ravel y libreto en francés de Franc-Nohain, basado en su obra ('comédie-bouffe') del mismo nombre que se estrenó en el Théâtre de l'Odéon el 28 de octubre de 1904. El título alude más que a la hora, al "tiempo en España", con el sentido de "cómo pasan el tiempo en España". Ravel había trabajado en la música ya en 1907.

## Historia
La ópera se interpretó por vez primera en la Opéra-Comique, París el 19 de mayo de 1911, en un programa doble con Thérèse de Jules Massenet; después de las nueve representaciones iniciales no se repuso. La Ópera de París la representó el 5 de diciembre de 1921 con Fanny Heldy como Concepción, y disfrutó de un mayor éxito. La ópera regresó a la Opéra-Comique en 1945 donde continuó en el repertorio. Fuera de Francia, L’heure espagnole se vio por vez primera en Covent Garden en 1919, Chicago y Nueva York en 1920, Bruselas en 1921, seguida por Basilea y Róterdam (1923), Praga (1924), Hamburgo, Estocolmo (1925), llegando a Buenos Aires en 1932 y El Cairo en 1934. La ópera se estrenó en Canadá en el Festival de Montreal de 1961.
La hora española se representa poco; en las estadísticas de Operabase aparece la n.º 145 de las óperas representadas en 2005-2010, siendo la 18.ª en Francia y la segunda de Ravel, con 21 representaciones en el período.

## Personajes
| Personaje                        | Tesitura     | Repertorio del estreno, 19 de mayo de 1911 (Director: François Ruhlmann) |
| -------------------------------- | ------------ | ------------------------------------------------------------------------ |
| Torquemada, un relojero          | tenor        | Maurice Cazeneuve                                                        |
| Concepción, esposa de Torquemada | mezzosoprano | Geneviève Vix                                                            |
| Gonzalve, un poeta estudiante    | tenor        | Maurice Coulomb                                                          |
| Ramiro, un arriero               | barítono     | Jean Périer                                                              |
| Don Íñigo Gómez, un banquero     | bajo         | Hector Dufranne                                                          |

## Argumento
Época: siglo XVIII.
Espacio: El taller del relojero Torquemada en Toledo, España.
La ópera tiene lugar en 21 escenas, con una introducción. 
Torquemada está trabajando en su taller cuando el arriero Ramiro llega para que le arreglen el reloj, de manera que pueda cumplir con sus deberes recaudando en el puesto de la ciudad. Es jueves, el día en que Torquemada sale para cuidar de los relojes municipales, de manera que Ramiro debe esperar. La esposa de Torquemada, Concepción, entra para quejarse de que su marido aún no ha subido un reloj a su habitación. Después de que Torquemada se va, ella se aprovecha de su ausencia para planear galanteos con amigos caballeros. Sin embargo, la presencia de Ramiro es inicialmente un estorbo. De manera que le pide que mueva un reloj de caja a su dormitorio, a lo que él accede.
Mientras tanto, ella espera a Gonzalve, un poeta. Él llega, y se ve inspirado por la poesía, pero no para hacer el amor, mientras que Concepción preferiría lo segundo. Cuando Ramiro va a volver, ella le envía de vuelta diciendo que eligió el reloj equivocado. Ella entonces tiene la idea de hacer que Gonzalve se esconda en un reloj de manera que Ramiro pueda llevárselo arriba. Después de que Gonzalve quede oculto, llega Don Íñigo, un banquero y otro de los amigos caballeros de Concepción. Cuando Ramiro regresa, ella lo convence de que lleve el reloj con Gonzalve oculto en él, y lo acompaña.  
Por sí mismo, Don Íñigo se oculta en otro reloj. Ramiro entra, le piden vigilar la tienda, y empieza a pensar en cuán poco entiende a las mujeres. Concepción entonces lo llama de nuevo arriba, diciendo que las manecillas del reloj van hacia atrás. Ella y Don Íñigo intentan comunicarse, pero Ramiro llega de nuevo con otro reloj. Don Íñigo se ha ocultado de nuevo, y Ramiro ahora lleva arriba el reloj con Don Íñigo.  
Con Gonzalve ahora abajo, Concepción intenta alejarlo de la poesía hacia ella, pero Gonzalve está demasiado implicado en su idea. Ramiro regresa, y Gonzalve debe ocultarse de nuevo. Se ofrece a llevar de nuevo el segundo reloj. Impresionada por cuán fácilmente lleva Ramiro los relojes (y su carga) arriba, Concepción empieza a sentirse físicamente atraída por él.
Con Gonzalve y Don Íñigo, cada uno encerrado en un reloj, Torquemada vuelve de sus deberes municipales. Tanto Gonzalve como Don Íñigo con el tiempo se escapan de sus respectivos encierros relojeros, el último con mayor dificultad. Para salvar la situación, cada uno de ellos adquiere un reloj. Concepción queda ahora sin reloj, pero ella se imagina que puede esperar que el arriero aparezca con regularidad con su reloj reparado. La ópera acaba con un quinteto final, mientras los cantantes salen del papel para entonar la moraleja del cuento, parafraseando a Boccaccio:
| "Entre tous les amants, seul amant efficace, Il arrive un moment, dans les déduits d'amour, Où le muletier a son tour!" | "Entre todos los amantes, sólo los eficientes tienen éxito, Llega el momento, en la persecución de amor, ¡Cuando al mulero le llega el turno!" |

## Discografía
- VAI VAIA CD 1073: Jeanne Krieger (Concepción); Louis Arnoult (Gonzalve); Raoul Gilles (Torquemada); Jean Aubert (Ramiro); Hector Dufranne (Don Inigo Gómez), Orquesta dirigida por Georges Truc en 1929 grabada bajo la supervisión del compositor.
- INA, mémoire vive CD IMV027: Géori Boué (Concepción); Louis Arnoult (Gonzalve); Jean Planel (Torquemada); Roger Bourdin (Ramiro); Charles Paul (Don Inigo Gomez), Orquesta dirigida por Manuel Rosenthal (retransmisión radiofónica de 1944)
- HMV. Denise Duval (Concepción); Jean Giraudeau (Gonzalve); René Hérent (Torquemada); Jean Vieuille (Ramiro); Charles Clavensy (Don Inigo Gomez), Orquesta de la Opéra Comique, dirigida por André Cluytens
- Decca. Suzanne Danco (Concepción); Paul Derenne (Gonzalve); Michel Hamel (Torquemada); Heinz Rehfuss (Ramiro); André Vessières (Don Inigo Gomez), Orquesta de la Suisse Romande, dirigida por Ernest Ansermet
- Vox PL7880. Janine Linda (Concepción); André Dran (Gonzalve); Jean Mollien (Torquemada); Jean Hoffman (Ramiro); Lucien Mans (Don Inigo Gomez), L'Orchestre Radio-Symphonique de Paris de la Radiodiffusion Française, dirigida por René Leibowitz
- Deutsche Grammophon 138 970 (original LP issue): Jane Berbié (Concepción), Michel Sénéchal (Gonzalve), Jean Giraudeau (Torquemada), Gabriel Bacquier (Ramiro), José van Dam (Don Inigo Gomez); Orquesta Nacional, París dirigida por Lorin Maazel
- Erato ECD 75318: Elisabeth Laurence (Concepción), Tibère Raffalli (Gonzalve), Michel Sénéchal (Torquemada), Gino Quilico (Ramiro), François Loup (Don Inigo Gomez); Nouvel Orchestre Philharmonique dirigida por Armin Jordan[9]
- Deutsche Grammophon (20 de julio de 1999). Kimberly Barber (Concepción), John Mark Ainsley (Gonzalve), Georges Gautier (Torquemada), Kurt Ollmann (Ramiro), David Wilson-Johnson (Don Inigo Gomez), Orquesta sinfónica de Londres dirigida por André Previn